# Logiciel de gravure
Pour les articles homonymes, voir Gravure (homonymie).

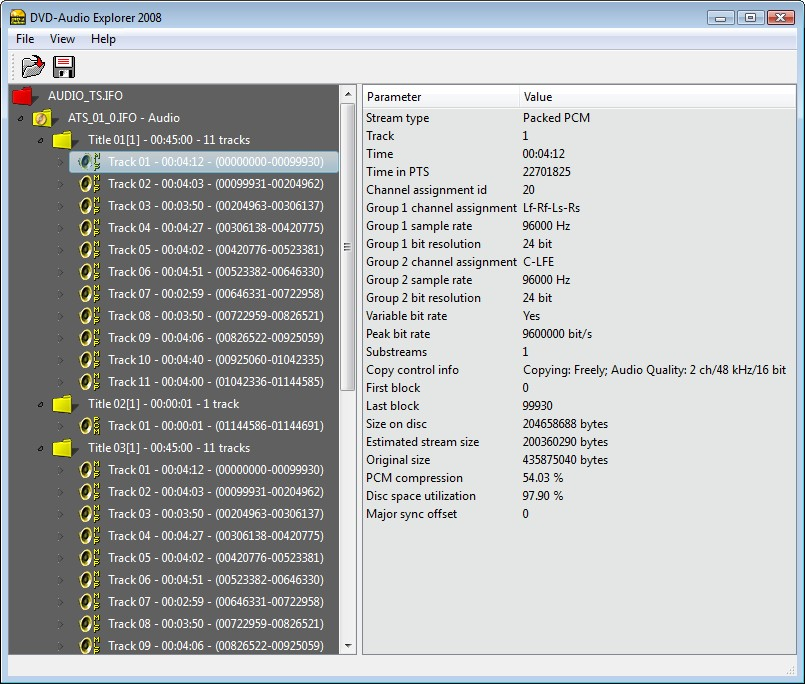
Logiciel DVD-Audio Explorer

Un logiciel de gravure est une application informatique qui permet de graver des CD-ROM ou des DVD. Ces logiciels sont indispensables pour pouvoir utiliser un graveur de disque optique (c'est-à-dire un graveur de CD ou un graveur de DVD). Dans certains systèmes d'exploitation des fonctionnalités de gravure sont intégrées dans l'explorateur de fichier.

## Quelques logiciels de gravure
- Alcohol 120%
- Brasero
- BurnAware
- CDBurnerXP
- cdrtools
- DeepBurner
- GnomeBaker
- InfraRecorder
- K3b
- Logiciels Nero AG
  - Nero Burning ROM
  - Nero Linux
- Logiciels Roxio
  - Roxio Creator
  - Roxio Toast